# Dobsonia chapmani
Dobsonia chapmani — вид рукокрилих, родини Криланових. 

## Середовище проживання
Країни поширення: Філіппіни. Вид, як повідомлялося, раніше був поширений в низинних лісах від рівня моря до 800 м. 

## Стиль життя
Мешкає в невеликих печерах або тріщинах вапняків, і харчується у карстових місцях проживання, які мають менше опадів, ніж в інших частинах країни.

## Загрози та охорона
Знаходиться під загрозою руйнування місця існування і деградації, а також полювання на м'ясо протягом більшої частини свого ареалу.